# Prince Of Wales Glacier
Prince Of Wales Glacier är en glaciär i Antarktis. Den ligger i Östantarktis. Nya Zeeland och Australien gör anspråk på området. Prince Of Wales Glacier ligger 2 376 meter över havet.
Terrängen runt Prince Of Wales Glacier är huvudsakligen kuperad, men österut är den bergig. Trakten är obefolkad. Det finns inga samhällen i närheten.